# Cazzie Russell
Cazzie Lee Russell (Chicago, 7 giugno 1944) è un ex cestista e allenatore di pallacanestro statunitense, professionista nella NBA.

## Carriera
Venne selezionato dai New York Knicks al primo giro del Draft NBA 1966 (1ª scelta assoluta).

## Statistiche
| * | Primo nella lega |

### NBA

#### Regular season
| Anno       | Squadra       | PG  | PT | MP   | TC%  | 3P% | TL%  | RP  | AP  | PRP | SP  | PP   |
| ---------- | ------------- | --- | -- | ---- | ---- | --- | ---- | --- | --- | --- | --- | ---- |
| 1966-1967  | N.Y. Knicks   | 77  | -  | 22,0 | 43,6 | -   | 78,5 | 3,3 | 2,4 | -   | -   | 11,3 |
| 1967-1968  | N.Y. Knicks   | 82  | -  | 28,0 | 46,2 | -   | 80,8 | 4,6 | 2,4 | -   | -   | 16,9 |
| 1968-1969  | N.Y. Knicks   | 50  | -  | 32,9 | 45,0 | -   | 79,6 | 4,2 | 2,3 | -   | -   | 18,3 |
| 1969-1970† | N.Y. Knicks   | 78  | -  | 20,0 | 49,8 | -   | 77,5 | 3,0 | 1,7 | -   | -   | 11,5 |
| 1970-1971  | N.Y. Knicks   | 57  | -  | 18,5 | 42,9 | -   | 77,3 | 3,4 | 1,4 | -   | -   | 9,2  |
| 1971-1972  | G.S. Warriors | 79  | -  | 36,7 | 45,5 | -   | 83,3 | 5,4 | 3,1 | -   | -   | 21,4 |
| 1972-1973  | G.S. Warriors | 80  | -  | 30,4 | 45,8 | -   | 86,4 | 4,4 | 2,3 | -   | -   | 15,7 |
| 1973-1974  | G.S. Warriors | 82* | -  | 31,4 | 48,2 | -   | 83,5 | 4,3 | 2,3 | 0,7 | 0,2 | 20,5 |
| 1974-1975  | L.A. Lakers   | 40  | -  | 26,4 | 45,5 | -   | 89,4 | 2,9 | 2,7 | 0,7 | 0,1 | 15,7 |
| 1975-1976  | L.A. Lakers   | 74  | -  | 22,0 | 46,3 | -   | 89,2 | 2,5 | 1,6 | 0,7 | 0,0 | 11,8 |
| 1976-1977  | L.A. Lakers   | 82  | 82 | 31,5 | 49,0 | -   | 85,8 | 3,6 | 2,6 | 1,0 | 0,1 | 16,4 |
| 1977-1978  | Chicago Bulls | 36  | -  | 21,9 | 43,8 | -   | 86,0 | 2,3 | 1,7 | 0,5 | 0,1 | 8,8  |
| Carriera   | Carriera      | 817 | 82 | 27,2 | 46,4 | -   | 82,7 | 3,8 | 2,2 | 0,8 | 0,1 | 15,1 |

#### Play-off
| Anno     | Squadra       | PG  | PT | MP   | TC%  | 3P% | TL%   | RP  | AP  | PRP | SP  | PP   |
| -------- | ------------- | --- | -- | ---- | ---- | --- | ----- | --- | --- | --- | --- | ---- |
| 1967     | N.Y. Knicks   | 4   | -  | 22,3 | 39,4 | -   | 76,9  | 4,8 | 2,8 | -   | -   | 15,5 |
| 1968     | N.Y. Knicks   | 6   | -  | 34,8 | 56,1 | -   | 83,3  | 3,8 | 1,7 | -   | -   | 21,7 |
| 1969     | N.Y. Knicks   | 5   | -  | 7,2  | 23,8 | -   | 100   | 1,0 | 0,2 | -   | -   | 2,4  |
| 1970†    | N.Y. Knicks   | 19* | -  | 16,1 | 48,5 | -   | 94,7* | 2,5 | 0,8 | -   | -   | 9,4  |
| 1971     | N.Y. Knicks   | 11  | -  | 10,9 | 39,1 | -   | 100*  | 2,0 | 0,7 | -   | -   | 5,6  |
| 1972     | G.S. Warriors | 5   | -  | 32,2 | 49,2 | -   | 75,0  | 4,4 | 1,8 | -   | -   | 14,2 |
| 1973     | G.S. Warriors | 11  | -  | 23,9 | 49,0 | -   | 86,4  | 3,3 | 1,5 | -   | -   | 14,8 |
| 1977     | L.A. Lakers   | 11  | -  | 34,7 | 41,4 | -   | 88,0  | 4,4 | 2,3 | 1,5 | 0,1 | 15,8 |
| Carriera | Carriera      | 72  | -  | 21,8 | 46,0 | -   | 87,0  | 3,1 | 1,3 | 1,5 | 0,1 | 11,8 |

## Palmarès

### Giocatore
- Campionato NBA: 1

New York Knicks: 1970
- NBA All-Rookie First Team (1967)
- NBA All-Star Game: 1

1972
- NCAA AP Player of the Year (1966)
- 2 volte NCAA AP All-America First Team (1965, 1966)
- NCAA AP All-America Second Team (1964)
- Campione AAU (1966)
- CBA Newcomer of the Year (1981)

### Allenatore
- Campione CBA (1982)
- CBA Coach of the Year (1982)